# Haeundae-gu
Haeundae-gu (koreanisch 해운대구) ist einer der 16 Stadtteile von Busan und hat 410.126 Einwohner (Stand: 2019). Es handelt sich dabei um einen südöstlichen und den flächenmäßig viertgrößten Bezirk der Stadt. Der Bezirk grenzt im Uhrzeigersinn an die Stadtteile Geumjeong-gu, Gijang-gun, Yeonje-gu, Suyeong-gu und Dongnae-gu.
Haeundae-gu ist Heimat des Haeundae-Strandes, einem der berühmtesten Strände Südkoreas. 30 % aller Hotels von Busan befinden sich in dem Bezirk. Mit dem Busan International Film Festival findet eines der besucherstärksten Filmfestivals der Welt in Haeundae-gu statt.

## Bezirke

Verwaltungseinheiten des Haeundae-gu

Der Bezirk besteht aus sieben dong (Teilbezirke), welche alle bis auf den Songjeong-dong in zwei bis vier einzelne Verwaltungseinheiten aufgeteilt sind. Somit verfügt der Bezirk insgesamt über 18 dong.
- U-dong (2 administrative dong)
- Jung-dong (2 administrative dong)
- Jwa-dong (4 administrative dong)
- Songjeong-dong
- Banyeo-dong (4 administrative dong)
- Bansong-dong (3 administrative dong)
- Jaesong-dong (2 administrative dong)

## Verwaltung
Als Bezirksbürgermeister amtiert Hong Soon-heon (홍순헌). Er gehört der Deobureo-minju-Partei an.

## Trivia
Der Film Tsunami – Die Todeswelle (2009) spielt in dem Bezirk.